# Jefferson County (Illinois)

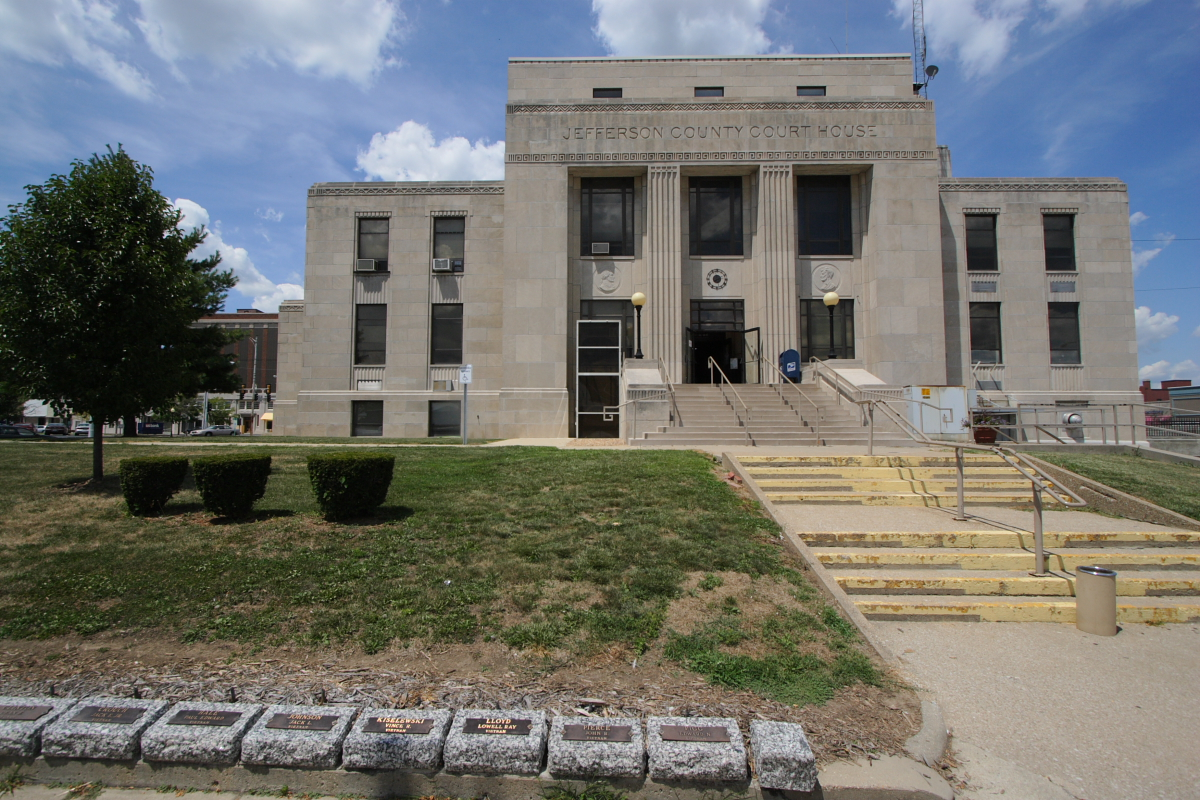
Jefferson County Courthouse

Jefferson County is een county in de Amerikaanse staat Illinois.
De county heeft een landoppervlakte van 1.479 km² en telt 40.045 inwoners (volkstelling 2000). De hoofdplaats is Mt. Vernon.

## Plaatsen
| - Belle Rive - Bluford - Bonnie - Centralia (part) - Dix - Ina - Mount Vernon | - Nason - Opdyke - Scheller - Texico - Waltonville - Woodlawn |